# Maú (ave)
O maú (Perissocephalus tricolor) é uma espécie de ave passeriforme da família dos cotingídeos. É monotípico dentro do gênero Perissocephalus. Encontrado em florestas úmidas (até 1.400 metros de altitude, mas principalmente abaixo de 600 m) no nordeste da América do Sul, quase inteiramente restrito ao norte do rio Amazonas e leste do rio Negro (Brasil, Colômbia, Guianas e Venezuela). Também é conhecido pelos nomes de anambé-de-capuz, ave-capuchinha, capuchinho, mãe-de-balata, pássaro-boi, pássaro-maú, urutaí e urutauí.

## Descrição
O maú é um passeriforme subóscino de tamanho grande. Os adultos pesam entre 340 e 420 gramas e geralmente medem cerca de 40 centímetros de comprimento, tornando-se um dos maiores passeriforme subóscinos, ficando atrás apenas do anambé-engravatado (Cephalopterus penduliger). Sua plumagem é marrom-acastanhada em geral, aproximando-se do laranja na barriga e nas coberteiras da cauda, e as rémiges e a cauda são pretas. A característica mais distintiva é a sua cabeça e face nua de tons azuis-acinzentados, parecida com a de um urubu. Os tarsos e pernas são da mesma cor da face. Não apresenta dimorfismo sexual direto, porém as fêmeas são maiores que os machos.

## Ecologia
Assim como outros cotingídeos, os maús se reúnem em leks onde vocalizam consecutivamente. A vocalização é muito estranha e difícil de descrever com precisão, embora alguns a tenham comparado ao som distante de um bezerro ou boi mugindo, daí a origem de um de seus nomes populares. O ninho é pequeno e normalmente é encontrado próximo a área onde os leks são realizados. Se alimentam principalmente de frutas e insetos.

## Estado
Possui uma distribuição muito ampla e, embora seja uma ave incomum, estima-se que sua população total seja grande. A população pode estar em ligeiro declínio por causa do desmatamento, mas não em uma taxa rápida o suficiente para ser considerada ameaçada, então a União Internacional para a Conservação da Natureza classificou seu estado de conservação como "pouco preocupante".